# Wojciech Giertych
Wojciech Giertych, O.P. (pronunciado [ˈvɔjt͡ɕɛx ˈɡʲɛrtɨx]; nascido em Londres, 27 de setembro de 1951) é um padre católico romano polonês na Ordem Dominicana . Ele serviu na Prefeitura da Casa Pontifícia como Teólogo da Casa Pontifícia durante os pontificados do Papa Bento XVI e do Papa Francisco.

## Biografia
Giertych, um dos nove filhos, nasceu em Londres, Inglaterra, em 1951, para o escritor Jędrzej Giertych e sua esposa Maria, seis anos depois de sua família ter emigrado de Varsóvia. Seu irmão é o político polonês Maciej Giertych. Duas de suas irmãs entraram na vida religiosa .
Giertych começou seus estudos no St Ignatius 'College, em Stamford Hill. Depois de completar seus estudos em St Ignatius 'em 1970, ele estudou história na Universidade Adam Mickiewicz em Poznań. Depois de se formar na universidade, ingressou no noviciado dominicano em 1975. Foi ordenado sacerdote em 1981 em Cracóvia. Ele é um ex-aluno da Pontifícia Universidade de Santo Tomás de Aquino, Angelicumem Roma, Itália, de onde obteve uma licenciatura em teologia espiritual em 1983 e um doutorado em 1989 com uma dissertação intitulada A nova lei como regra para atos. Giertych é professor de teologia moral no Angelicum desde 1994. Desde 1998, ele ocupou vários cargos como membro do Conselho Geral dos Dominicanos.
Ele foi nomeado teólogo da Casa Pontifícia em 1º de dezembro de 2005 pelo Papa Bento XVI. Esse posto, que desde a Idade Média tem sido realizado por dominicanos, tem a tarefa de fornecer conselhos ao Papa sobre questões teológicas, bem como verificar textos papais para clareza teológica. Giertych também atua no Pontifício Comitê para Congressos Eucarísticos Internacionais e como consultor da Congregação para a Doutrina da Fé, da Comissão Teológica Internacional e da Congregação para as Causas dos Santos.
Giertych fala polonês, inglês, francês, italiano, espanhol, alemão, russo e latim.

## Link Externo
- Interview with Fr. Wojciech Giertych, OP (em inglês)
- Master of the Sacred Palace trailer no YouTube